# Ibrahima Kalil Condé
Pour les articles homonymes, voir Condé.
Général Ibrahima Kalil Condé est un homme politique guinéen.
Il est le Ministre de l'administration du territoire et de la décentralisation depuis le 13 mars 2024 dans le gouvernement Bah Oury.
De 2023 à 2024, il est ministre de l'Urbanisme, de l'Habitat et de l'Aménagement du Territoire, Chargé de la Récupération des Domaines Spoliés de l’Etat.

## Parcours professionnel
Avant d'être ministre, Ibrahima Kalil Condé était le gouverneur de la région administrative de Kindia,.
Il est nommé par décret, le 10 mai 2023, à la fonction de Ministre de l'Urbanisme, de l'Habitat et de l'Aménagement du Territoire, Chargé de la Récupération des Domaines Spoliés de l’État.
Le 19 février 2024, le gouvernement Bernard Goumou dont il est membre est dissout par le Comité national du rassemblement pour le développement (CNRD).
Le 13 mars 2024, il est nommé ministre de l'administration du territoire et de la décentralisation dans le gouvernement Bah Oury.